# Observationes in varias trifoliorum Species
Observationes in varias trifoliorum Species (abreviado Observ. Trifol. Sp.) es un libro con ilustraciones y descripciones botánicas que fue escrito por el naturalista italiano Gaetano Savi y publicado en Florencia en el año 1810.